# El abuelo
El abuelo (deutsch: Der Großvater) ist ein spanisches Filmdrama aus dem Jahr 1998 von José Luis Garci. Der Film basiert auf dem gleichnamigen Roman von Benito Peréz Galdós.

## Handlung
Don Rodrigo, Graf von Albrit, ein alter spanischer Aristokrat, kehrt ins Spanien der Jahrhundertwende zurück, nachdem er sein Vermögen in Amerika verloren hat. Der Tod seines einzigen Sohnes veranlasst ihn, zu seinem Familiensitz zurückzukehren, der sich nun im Besitz seiner Schwiegertochter Lucrecia befindet. Nach seiner Rückkehr freut sich Don Rodrigo, seine Enkelinnen Dolly und Nelly kennenzulernen, die beide liebenswert und aufmerksam zu ihm sind. Doch irgendetwas macht Don Rodrigo zu schaffen.
Rodrigos Sohn starb mit gebrochenem Herzen, nachdem er herausgefunden hatte, dass seine Ehefrau eine Affäre mit einem Pariser Maler hatte und hinterließ einen Brief, in dem es heißt, dass eines der Mädchen ein uneheliches Kind sei, das nicht von ihm abstamme und daher nicht berechtigt sei, die wahre Erbin seines Namens und Landguts zu sein. Für den Grafen von Albrit ist es eine Frage der Ehre, zu wissen, welche der beiden Mädchen seine wahre Enkelin ist. Um die Wahrheit herauszufinden, konfrontiert er die Witwe seines Sohnes, Lucrecia.
Lucrecia, nun 32 Jahre alt, ist eine in England geborene Schönheit mit skandalösem Ruf, die den Sohn des Grafen mit 18 Jahren geheiratet hatte. Der Graf von Albrit, der gegen die Heirat gewesen war, konfrontiert sie damit, dass sie seinen Sohn getötet hat, der an der Traurigkeit, der Einsamkeit und der Scham über ihre Untreue gestorben ist. Lucrecia entgegnet, dass das Leben kompliziert sei, ebenso wie die Gefühle zwischen Männern und Frauen. Sie weigert sich vehement, die Frage der Vaterschaft ihrer Töchter zu diskutieren.
Lucrecia hat gute Beziehungen. Ihre jüngste Liaison mit Jaime, einem Minister der Regierung, hat dem Dorf, in dem ihre Ländereien liegen, Vorteile gebracht. Als sie ihre familiären Beziehungen und einen zukünftigen Umzug aus der Provinz nach Madrid bedroht sieht, versucht sie, ihr Ansehen bei den Behörden der Stadt und dem örtlichen Klerus zu nutzen, um den alten Mann in seinem Vorhaben zu behindern. Ihr Plan ist es, den Grafen von Albrit in ein nahegelegenes Kloster zu sperren, aber der immer noch furchterregende Don Rodrigo durchschaut ihre Absichten schnell und kann der Falle entkommen. Er erinnert einige der Dorfbewohner an ihre bewegte Vergangenheit, als der Graf von Albrit noch eine ernstzunehmende Machtposition innehatte.
Während seiner Suche nach der wahren Herkunft seiner Enkeltöchter freundet sich der Graf von Albrit mit dem Lehrer der Mädchen, Pío Coronado, an. Coronado, der viel zu gutmütig ist und sechs unsichtbare, aber missbrauchende und verkommene Töchter hat, würde sich gerne umbringen, aber ihm fehlt der Mut dazu. Der direkte Graf erklärt dem Hauslehrer, dass er ihn nur zu gern von einer Klippe ins Meer stürzen würde, wenn Coronado dazu bereit ist.
In der Zwischenzeit bietet Senén, ein geldgieriger Diener, einen belastenden Liebesbrief zum Kauf an. Darin wird angedeutet, dass Dolly, die Älteste der beiden Mädchen, die sich die ganze Zeit mit Nachdruck für das Wohl ihres Großvaters eingesetzt hat, das eheliche Kind ist. Mit dieser Information konfrontiert Don Rodrigo seine Schwiegertochter ein weiteres Mal. Er bittet sie, ihm zu erlauben, mit Dolly auf dem Landsitz der Familie zu leben, aber Lucrecia weigert sich, sich von einer ihrer Töchter zu trennen, ohne die Wahrheit über Dollys Vaterschaft zuzugeben. Bald darauf offenbart Lucrecias Beichtvater Don Rodrigo, dass er sich geirrt hat. Nelly ist seine leibliche Enkelin. Lucrecia versöhnt sich schließlich mit dem Grafen von Albrit und reist mit Nelly nach Madrid. Dolly bleibt bei Don Rodrigo zurück, dem seine Wünsche erfüllt werden. Pio Coronado begräbt seine Selbstmordabsichten.

## Veröffentlichung und Rezeption
Die Dreharbeiten fanden von September bis Dezember 1997 in Spanien und Mexiko statt. Größtenteils wurde der Film in der Region Asturien gedreht.
Ursprünglich wurde El abuelo als Fernseh-Miniserie für RTVE gedreht und wurde schließlich für die Veröffentlichung als Kinofilm gekürzt. Die Miniserie wurde 2001 bei La 1 ausgestrahlt.
El abuelo feierte seine Premiere am 16. Oktober 1998 in Talavera de la Reina, bevor der Film am 30. Oktober 1998 in den spanischen Kinos anlief. In den USA wurde er erstmals im November 1998 beim Chicago International Film Festival aufgeführt.
El abuelo hat eine Zustimmung von 53 % auf der Website Rotten Tomatoes, basierend auf 15 Kritiken, und eine Zustimmung von 86 % bei der Zuschauerwertung. Metacritic vergab dem Film eine gewichtete durchschnittliche Punktzahl von 57 von 100 Punkten, basierend auf 15 Kritiken, was „gemischte oder durchschnittliche Kritiken“ bedeutet.

## Auszeichnungen
Medallas del Círculo de Escritores Cinematográficos 1998
- Auszeichnung in der Kategorie Bester Film
- Auszeichnung in der Kategorie Beste Schauspielerin (Cayetana Guillén Cuervo)
- Auszeichnung in der Kategorie Bester Schauspieler (Fernando Fernán Gómez und Rafael Alonso)
- Auszeichnung in der Kategorie Bestes adaptiertes Drehbuch

Goya 1999
- Nominierung in der Kategorie Bester Film
- Nominierung in der Kategorie Beste Regie
- Auszeichnung in der Kategorie Bester Hauptdarsteller (Fernando Fernán Gómez)
- Nominierung in der Kategorie Beste Hauptdarstellerin (Cayetana Guillén Cuervo)
- Nominierung in der Kategorie Bester Nebendarsteller (Agustín González)
- Nominierung in der Kategorie Bestes adaptiertes Drehbuch
- Nominierung in der Kategorie Beste Produktionsleitung
- Nominierung in der Kategorie Beste Kamera
- Nominierung in der Kategorie Bester Schnitt
- Nominierung in der Kategorie Bestes Szenenbild
- Nominierung in der Kategorie Beste Kostüme
- Nominierung in der Kategorie Beste Maske
- Nominierung in der Kategorie Bester Ton

Oscarverleihung 1999
- Nominierung in der Kategorie Bester internationaler Film